# John Birt
John Birt, Baron Birt (Liverpool, 10 de dezembro de 1944) é um empresário e executivo de televisão britânico. Ele é ex-diretor-geral da BBC (1992-2000).

## Biografia
Após uma carreira bem sucedida na televisão comercial, inicialmente na Granada Television e mais tarde na London Weekend Television, Birt foi nomeado Diretor-Geral Adjunto da BBC em 1987 por sua experiência em assuntos atuais. Ele assumiu o comando da emissora pública britânica depois da saída forçada do diretor-geral Alasdair Milne, após pressão do governo Thatcher.
Durante seu mandato como CEO da BBC, Birt reestruturou a emissora, diante de muita oposição interna. No entanto, outros o creditaram por salvar a corporação de uma possível privatização do governo e dizer que ele se preparou para a era da transmissão digital. Depois de deixar a BBC, Birt foi nomeado assessor estratégico do primeiro-ministro Tony Blair de 2001-2005. Ele foi nomeado Presidente da CPA Global em 2015.